# Felsőőr
Felsőőr (németül: Oberwart, horvátul: Gornja Borta, gradistyeiül: Zgornja Borta, cigányul: Erba) kisváros Ausztriában, Burgenland tartományban, a Felsőőri járás székhelye.

## Nevének eredete
Neve az egykori magyar határvidékre (gyepű) telepített őrökre utal. A német Oberwart a magyar név tükörfordítása.

## Fekvése
Szombathelytől 35 km-re nyugatra, Graztól 88 km-re északra, Bécstől 128 km-re délre, a szomszédos Alsóőrtől 2 km-re, a Pinka partján fekszik. Közlekedési kapcsolatai jók: tőle nyugatra halad el az A2-es autópálya. Itt találkozik a Kismartonba menő B50 főút a Szombathelyre menő B63 és a Németújvár felől jövő B57 főúttal. A városi elkerülő út a B63a jelű főút, amely nyugati és északi irányból épült ki. Vasútállomása a Friedberg–Rohonc-vasútvonalon található.
A kataszteri közösségek Oberwart és Őriszentmárton.

## Története
A település története a magyar honfoglalás után kezdődött, amikor ez a terület a nyugati magyar határvédelmi rendszer része lett. A magyarok szokás szerint a határvidékekre csatlakozott törzseket telepítettek. Így az itt alapított határőrtelepülés első lakossága székely eredetű volt. Kiváltságait királyaink többször megerősítették. 1270-ben V. István magyar király megerősítette a IV. Bélától szerzett kiváltságokat a őrimagyarósdi besenyőknek, a Vas vármegyei őrségi lakosok elődeinek, őrnagyaik irányában való kötelezettségeiket, valamint maguk között ügyes bajaiknak mi módon való elintézését meghatározza és elrendeli, hogy a regedei végeken a nemes faluk Zala vármegye határától egész az úgynevezett Lug nevű helyig őröket állítani tartoznak. A kiváltságai között szerepelt, hogy ezek a szabad őrök az adózástól és a magán-földesúri bíráskodástól mentesek voltak. A hagyomány szerint az ősi település eredetileg mai helyétől 3 km-re északnyugatra feküdt. Ez az ősi település IV. László királynak az osztrák herceg elleni hadjárata során pusztult el.
Felsőőrt 1327. július 1-jén "Superior Eör" néven említik először abban az oklevélben, melyben Károly Róbert király, az Újvár és Borostyánkő várak között tartózkodó királyi őröket (speculatores regales) nemcsak a régi (IV. Béla, V. István és IV. László) királyok idejében élvezett kiváltságaikban erősíti meg, hanem egyszersmind az országos nemesek közé is sorozza és részükre külön „őrnagyságot” (az átiratban: eörnaghsag) szervez. Ugyanekkor az őrnagyukká kinevezett Felső-őri (Péter fiának) Miklós ispánnak (comes) meghagyja, hogy szorgalmasan gyűjtse össze e nemes őröket régi lakóhelyükre, határaikat a szomszédosok határaitól különítse el, s általában őrizze és tartsa meg őket régi szabadságukban.  Szent János evangélista tiszteletére szentelt temploma 1350-ben már állt, később a templomot a Nagyboldogasszony tiszteletére szentelték. Plébániája 1443-ban már létezett. 1427-ben "Ewr", 1441-ben "Poss. Felsewew", 1455-ben "Ffulor superior", 1481-ben "Ewr", 1482-ben "Felse Ewr", 1496-ban "Felsew Ewr", 1499-ben "Felse Ewr" néven említik a korabeli forrásokban. Az oklevelek szerint a település 1427-ben Németújvár, 1441-ben Kőszeg, 1496-ban pedig Vörösvár uradalmához tartozott. Már a 15. században ismeretesek név szerint is az itteni közbirtokos nemesi családok (1436-ból az Őri, 1455-ből a felső-őri Ördög és Jakab, 1479-ből és 1499-ből  a felső-őri Nagy, 1482-ből a felső-őri Gedöcs családok). A középkorban vám és királyi harmincad szedő hely volt.
1527-ben I. Ferdinánd király Felsőőrt is a Batthyányaknak adta. Már a 16. század első felében jelentős számú horvát lakosság települt le itt. 1529-ben a Bécs ostromából visszavonuló török csapatok égették fel, majd 1532-ben feldúlta a Kőszeg várát ostromló török sereg tatár segédhada. 1580 körül lakossága a birtokos Batthyány Boldizsár ösztönzésére a protestáns hitre tért át (katolikus plébániáját csak 1673-ban alapították újra). A templom is az reformátusok kezére került. 1605-ben Bocskai, 1619 – 1621-ben Bethlen Gábor oldalán harcoltak lakói. 1663. november 1-jén Tormássy Péter vasvári prépost 500 német katonával megrohanta, a református papot és a tanítót elűzte és a plébániát lerombolta. 1683-ban a Bécs ellen vonuló török hadak rabolták ki. 1697-ben 1013 református, 126 katolikus és 26 evangélikus család élt a településen. A 17. század folyamán jelentős számú zsidó család is érkezett ide. 1705-ben lakossága a kurucok mellé állt. 1706. február 15-én Heister tábornok csapatai megtorlásul feldúlták és kirabolták. Csak 1774-ben építhették fel a református templomot. Evangélikus egyházát 1792-ben alapították. A 18. és 19. században vándorló cigányok és újabb zsidók telepedtek le itt, de zsinagógája csak 1902-ben épült fel. 1809-ben Napóleon csapatai fosztogattak. 1841-ben vásártartási jogot kapott, azóta is minden szerdán a Fő utcán tartják meg a heti piacot. 1848-ban lakói a szabadságharc mellé álltak és egy huszárcsapat segítségével megsemmisítettek egy horvát csapatot. 1883-ban megalakult az önkéntes tűzoltóegylet. 1888-ban megnyílt a Szombathely–Pinkafő-vasútvonal, melynek Felsőőr az egyik állomása lett. Az osztrák területekkel a vasúti összeköttetés csak 1925-ben jött létre.
Vályi András szerint „Alsó, és Felső Őr. Két falu Vas Várm. Alsó Őrnek földes Urai több Urak, Felső Őrnek pedig G. Battyháni Uraság, lakosai külömbfélék, fekszenek Pinka vize mellett, határjaik jól termők, vagyonnyaik jelesek, lakosaik jó lovakat is neveltek.”
Fényes Elek szerint „Felső-Őr, Ober-Wart, magyar falu, Vas vmegyében, A. Őrtől északra 1 órányira, ugyancsak a Pinka mellett, az Ausztriába és Stájerországba vivő országutban, 613 kath., 1400 reform., 300 evang. 10 zsidó lak. Mind a három felekezetnek van saját temploma, papja és iskolája. Határa nagy ugyan, de a népességhez képest szűk. Szántóföldjei csak közép termékenységüek; rétjei azonban jók. Erdeje, legelője elég. Lakosai szorgalmuk végett elsők a megyében; mert azonkivül hogy a lentermesztés és szép lótenyésztés nagy divatjában van, még sok posztót, gyolcsot is szőnek, késeket és más vasműveket csinálnak, mesterségeket és igen élénk kereskedést folytatnak. – Mind Alsó mind Felső-Őr sok tekintetben igen nevezetes helységek. Először a többi magyaroktól elszakadva csupa német faluktól vétetnek körül, még is nem csak magyar nyelvünket, hanem a reformatusok hitüket is fentartották, holott ezen az egész vidéken reformatusok teljességgel nincsenek. Hogy Őrök voltak, s az ország határait a németek ellen védeni tartoztak, kitetszik I. Károly 1328-ki okleveléből, mellyben elismeri, hogy már Béla, István és Lásszló királyok alatt Őri nemes szabadsággal éltek. Különös az, hogy ez oklevélben az őriek Őrnagyság czimmel neveztetnek. Régi szabadságaikat Rudolf 1582. (február 18-án) megerősitvén, jelenleg (1851-ben) F(első). Őrben. 41 nemes család és 106 háznép, A(lsó). Őrben 26 nemzetség és 69 háznép találtatik. Jegyzésre való végre, hogy e nemzetségek többnyire vezeték nevökről neveztetnek, p. o. Ádám, Adorján, Albert, Andorkó, Balás, Bertha, Bertók, Fábián, Fülöp, Gál, Imre, Kázmér, Miklós, Orbán, Pál, Pongrácz, stb.” Ezek a felsőeőri és alsóeőri nemesi családoknak a listája: felsőeőri Ádám, felsőeőri Adorján, felsőeőri Alberth, felsőeőri Balla, felsőeőri Benkő, felsőeőri Bertha, felsőeőri Bertók, felsőeőri Bocskor, felsőeőri Csapó, felsőeőri Cseresnyés, felsőeőri Eördögh, felsőeőri Eőry, felsőeőri Fábián, felső- és alsóeőri Farkas, felsőeőri Filep, felsőeőri Fintha, felsőeőri Francsics, felsőeőri Gaál, felsőeőri Gángol, felsőeőri Gerőcz, felsőeőri György, felsőeőri Györök, felsőeőri Hagen, felsőeőri Hegedűs, felsőeőri Horváth, felsőeőri Imre, felsőeőri Jáky, felsőeőri Jost, felsőeőri Kántor, felsőeőri Kázmér, felsőeőri Kelemen, felsőeőri Kerecheny, felsőeőri Kiss, felsőeőri Kollár, felsőeőri Kristán, felsőeőri Lakner, felsőeőri Léb, felsőeőri Márkus, felsőeőri Merth, felsőeőri Miklós, felsőeőri Moór, felsőeőri Nagy, felsőeőri Osvald, felsőeőri Paál, felsőeőri Pap, felsőeőri Patthy, felsőeőri Pomagáits, felsőeőri Pongrácz, felsőeőri Pulay, felsőeőri Pyrker, felsőeőri Rába, felsőeőri Rusa, felsőeőri Seper, felsőeőri Siskó, felsőeőri Stettner, felsőeőri Szabó, felsőeőri Szalay, felsőeőri Szarka, felsőeőri Takács, felsőeőri Tiba, felsőeőri Török, felsőeőri Varga, felsőeőri Zámbó.
Vas vármegye monográfiája szerint „Felső-Eör székhelye a hasonnevű járásnak. Van járásbirósága, telekkönyve, adóhivatala, posta és távirdája, vasúti állomása, kisdedóvója. Van továbbá három takarékpénztára s hogy az egyesülési szellem is elég élénk e városban, azt igazolja a számos fennálló egyesület: a Casino egylet, Polgári olvasókör, Ifjusági kör, Magyar dalegyesület, Kórház-egyesület, Korcsolya-egyesület, Lövész-egylet. A város határának nagy része fenyvesekből áll. A művelés alatt álló s páratlan apróra eldarabolt föld agyagos és sovány s a nép nem annyira földje jövedelméből, mint inkább favágásból, ácsmunkából, fa- és marhakereskedésből él. Ipara a városnak egyáltalán nincsen s az itt élő kevés számú iparos tisztán a helyi fogyasztás számára dolgozik. A nép józan és rendkivül szorgalmas, igényei alig vannak s főleg burgonyával és hajdinával él.”

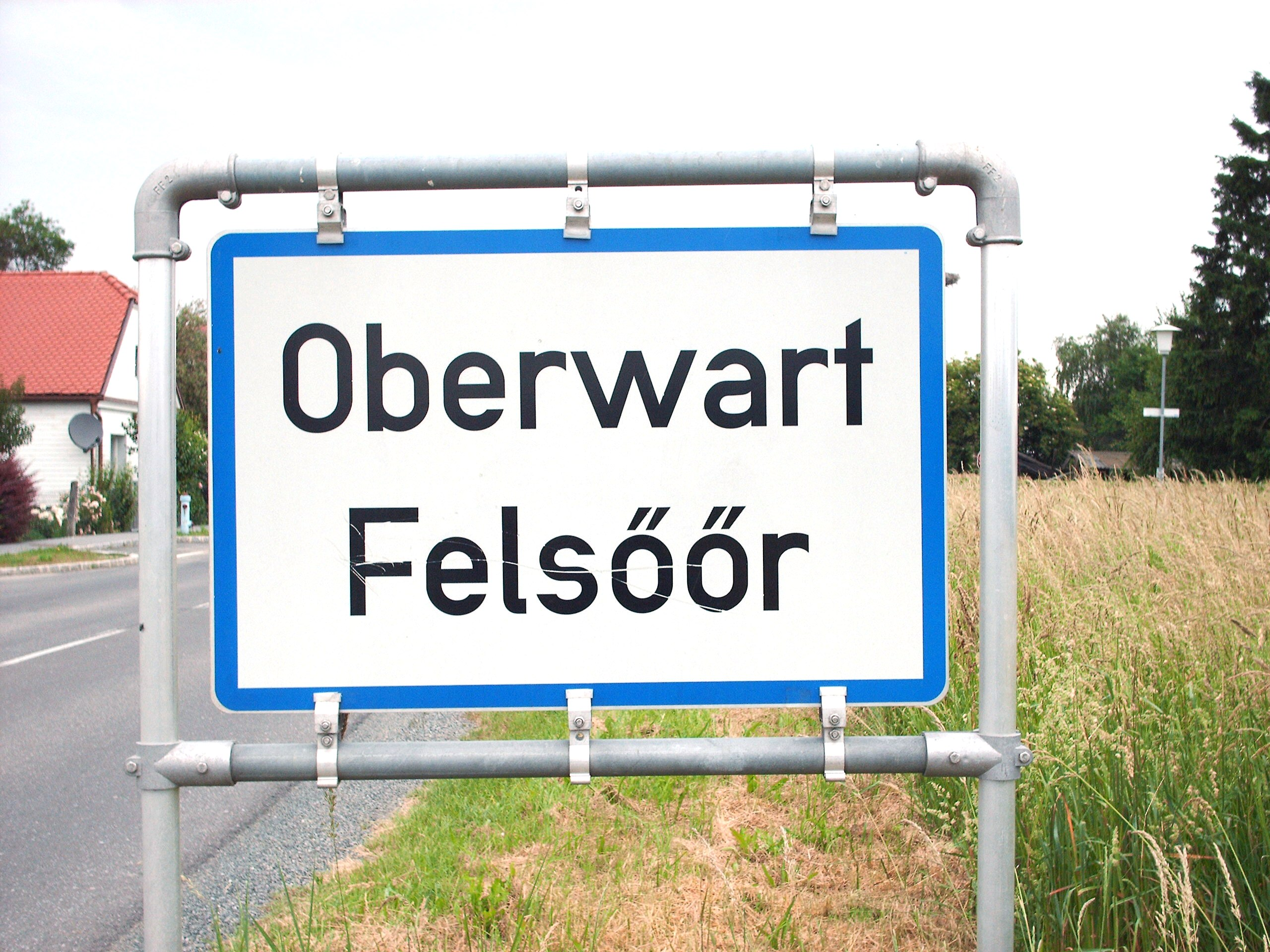
Kétnyelvű helységnévtábla

1910-ben 3912 lakosából 3039 magyar és 842 német volt. 1911. október 11-én megnyílt a kórház. Az első világháborúban az itteni férfiak főként a 83. honvéd gyalogezredben szolgáltak, a háborúban 150 felsőőri esett el. A trianoni békeszerződésig Vas vármegye Felsőőri járásához tartozott. A trianoni és saint germaini békeszerződések Felsőőrt magyar többsége ellenére a háborúban éppúgy vesztes Ausztriának ítélték. Ebbe a lakosság többsége nem nyugodott bele. 1921. október 4-én itt kiáltotta ki Prónay Pál alezredes a Lajtabánságot, amelynek fővárosa lett, ugyanis itt a lakosság jobbára magyarokból tevődött össze. A miniállam csak néhány hétig élt és november 26-án a település osztrák fennhatóság alá került. 1934-ben még 142 zsidó élt a településen, 1938-ban az Anschlusst követően a németek zsidó lakosságát elhurcolták. A zsinagógából tűzoltó szerházat alakítottak ki. 1939-ben városi rangot kapott. A várost 1945. március 29-én foglalta el a Vörös Hadsereg.
1995. február 5-én bombamerénylet történt a város határában, amelyben négy helyi férfi meghalt. A támadásnak helyi romák elleni rasszista indíttatása volt.

## Népesség

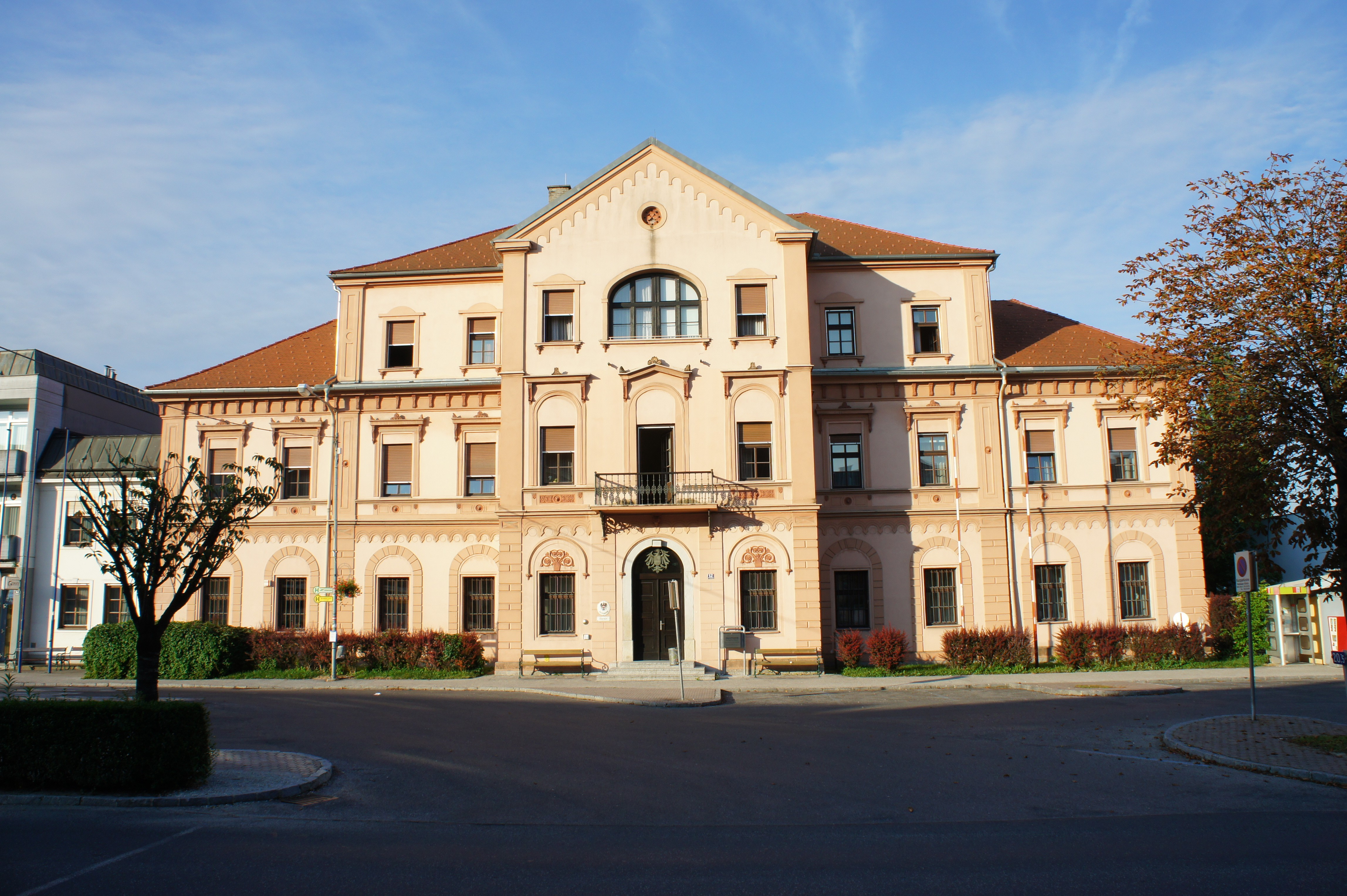
Bíróság

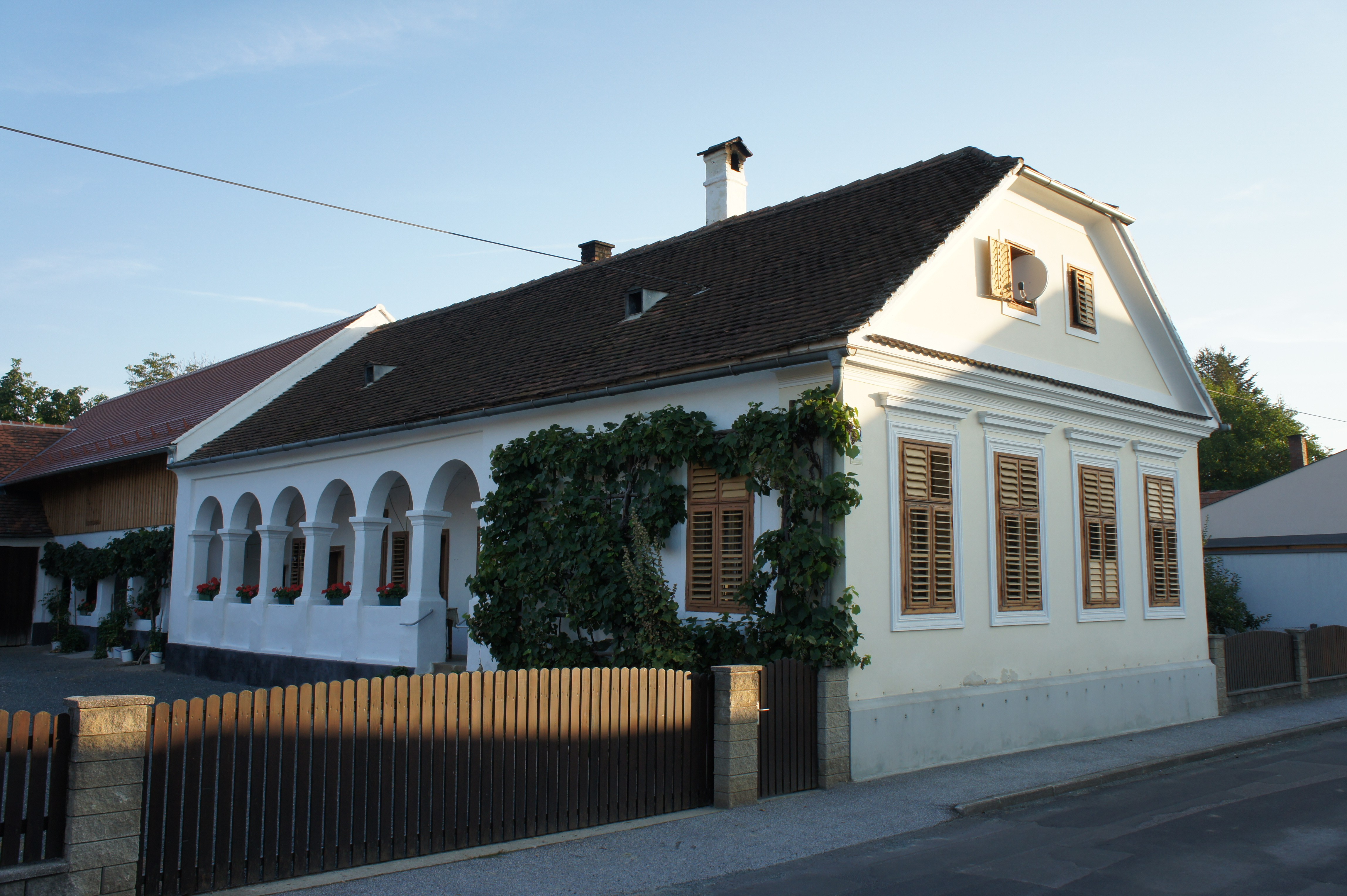
Parasztház a Johann Strauß utcában

A település népességének változása:

### Népcsoportok
2001-ben 6696 lakosából 4889 osztrák, 1169 magyar, 233 horvát, 84 cigány volt. A település ősi része, a katolikus templom körüli Felszeg magyar többségű.

## Híres személyek
- Itt született 1805-ben Pongrácz Mihály orvos

## Nevezetességei

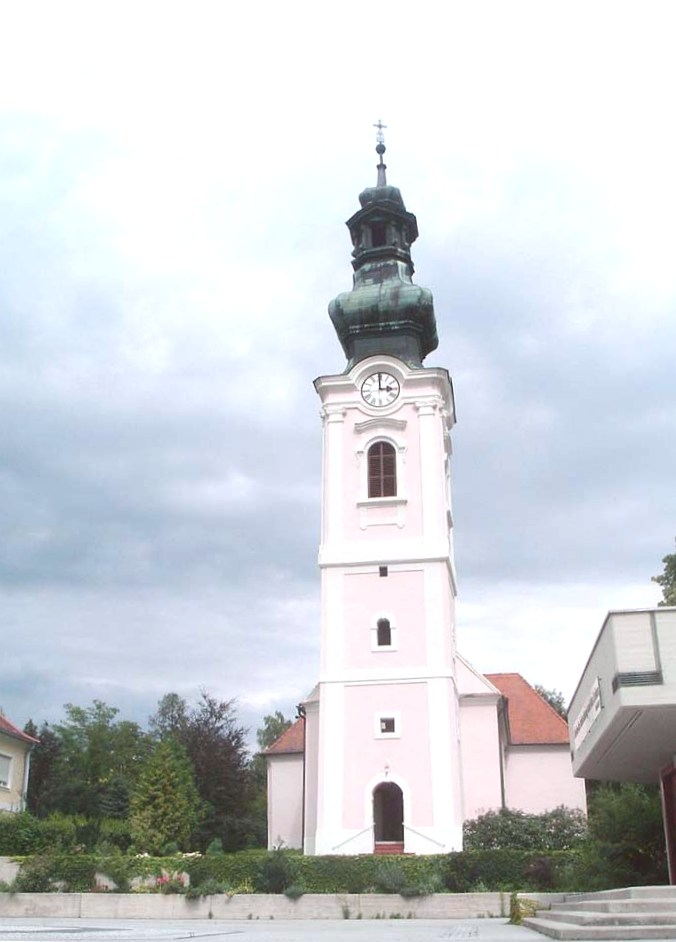
A plébániatemplom

- A Nagyboldogasszony tiszteletére szentelt plébániatemploma 1463-ban épült gótikus stílusban elődje, melyet Szent János apostol tiszteletére szenteltek már 1350 előtt is állt. A templomot 1728-ban, majd 1778-ban átépítettek. Főoltárképét Dorfmeister István festette 1789-ben.
- Új Krisztus Feltámadása tiszteletére szentelt római katolikus temploma 1969-ben épült modern vasbeton épület, a régi templom előterében áll. A templom kétszintes, az altemplom Szűz Mária tiszteletére van szentelve.
- Református temploma 1771 és 1773 között, iskolája 1802-ben épült.
- A református parókia 1784-ből való, ez a város legrégibb tornácos épülete.
- Evangélikus templomát 1812 és 1815 között építették.
- Felsőőri Vásár

## Gazdaság

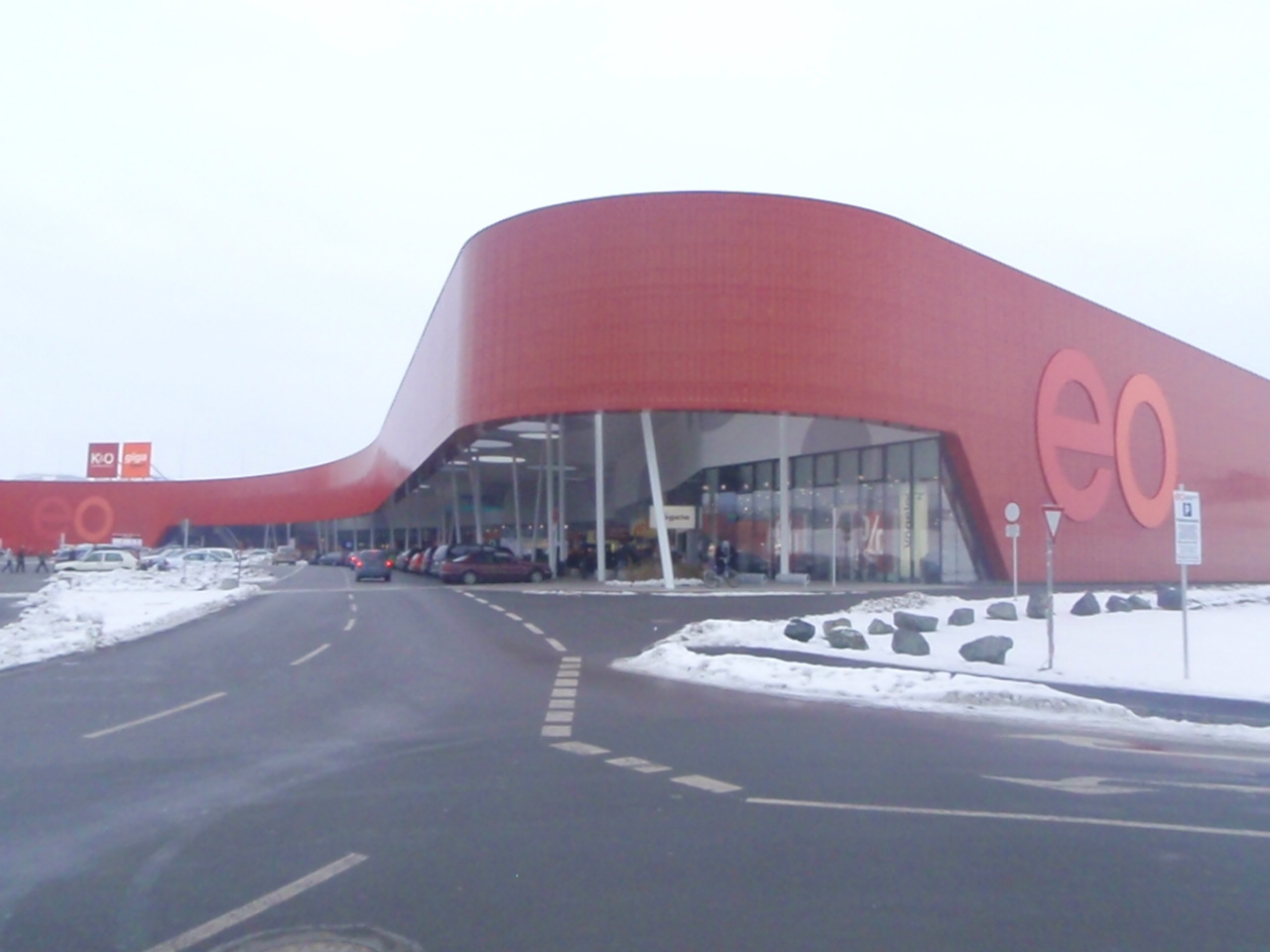
Bevásárlóközpont a város szélén

A kereskedőváros gazdasága Közép- és Dél-Burgenland ellátására és kiszolgálásra épül. 1971 óta tartanak vásárt a településen, számos magyar bemutatkozóval. A térség legnagyobb településeként számtalan nemzetközi kereskedelmi lánc nyitott itt üzletet. A város bevezető útjai mellett helyezkednek el a bevásárlóközpontok, bevásárló udvarok. A déli területen lévők áruházak és telephelyek Alsóőr községhez tartoznak, bár teljesen összeépültek Felsőőrrel. A legnagyobb 2009 áprilisában nyílt meg EO (németül Einkaufszentrum Oberwart, magyarul Felsőőri Bevásárlóközpont) névvel, 24 000 négyzetméteren, két szinten.

## Közlekedés

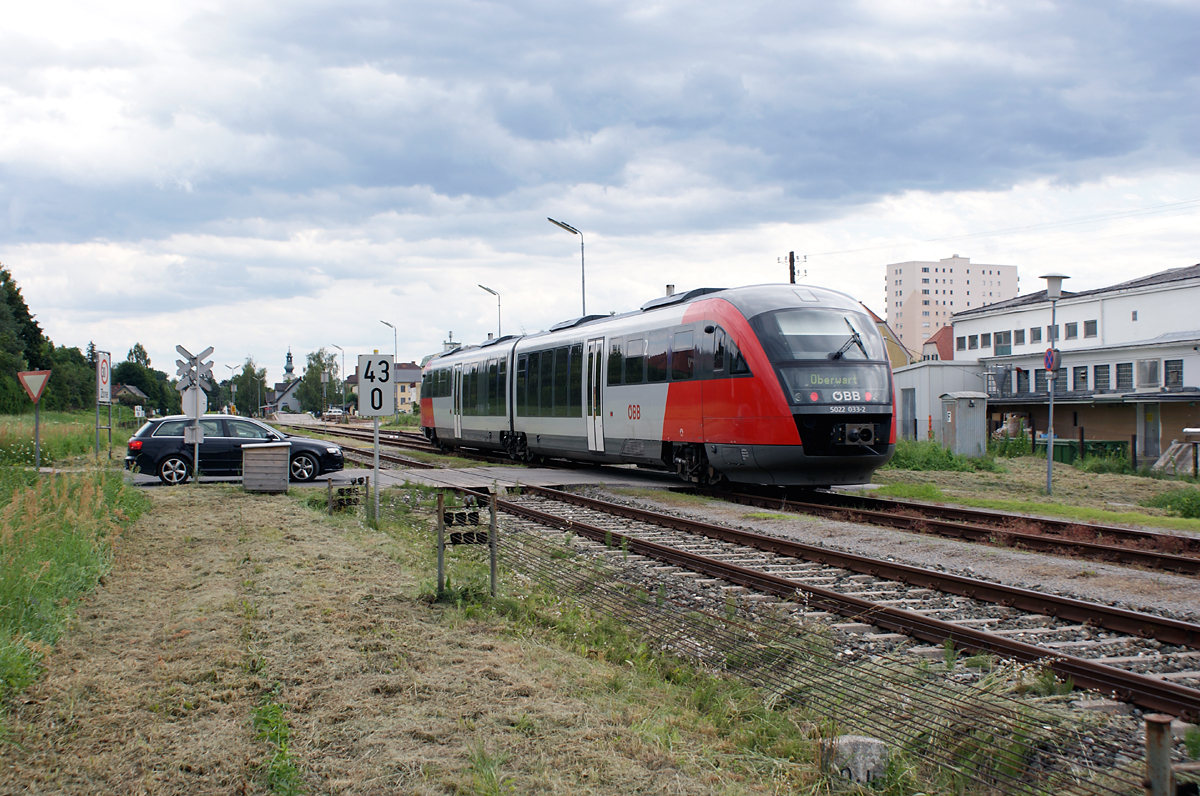
Vasútállomás

Felsőőr közlekedési kapcsolatai jók, a város nyugati oldalán halad el az A2-es autópálya, itt találkozik a B50-es főút a B63-as főúttal, amely autóútként csatlakozik a Szombathelyre vezető 89-es főúthoz. Vasúti kapcsolata csonka, mert a határváltozások miatt az 1888. december 12-én átadott Szombathely–Pinkafő-vasútvonal 1945. után csak Rohoncig működött. Az osztrák vasúthálózathoz eredetileg nem kötődő vasutat 1925. november 25-én Friedbergig kibővítették. A személyszállítás már Felsőőr és Friedberg között is szünetel.

## Sport
- SV Oberwart futballcsapat

## Testvérvárosok
- Szombathely, Magyarország